# 班娜娃·黑瑪尼
班娜娃·黑瑪尼（1979年12月28日—），小名Pei，漢名陳貝貝，為泰國著名女演員及模特。

## 生平
Pei於1979年12月28日出生於泰國南部的耶拉府，母親是泰國華裔，父親是泰國人。小學就讀於Thanomsri Suksa School，接著於Betong Wira Ratprasan School接受中學教育，大學畢業於莊甲盛叻察帕皇家大學美術應用學院。
班娜娃的前夫尼西是前任泰國總理頌提·汶雅叻格林的兒子。

## 演藝經歷
擁有高挑的身材和姣好的容貌的Pei，出道前曾是一名時裝模特兒，因出演電影《曼谷殺手》而開始備受關注先後出演過20多部電影。由於是模特兒出身，所以在剛進入演藝圈時，Pei大多出演“花瓶”類的角色，但她不甘於在劇中只是展示身材,更希望自己的演技能夠得到認可。
通過努力，Pei終於憑藉在《天使之爭》中的出色表現，得到了“暹羅之星”最佳女演員的提名以及多個年度最佳女演員提名，讓觀眾看到了走性感路線的她也有優秀的演技。
2021年的《緣定之愛》是Pei相隔近10年的復出之作。

## 影視作品

### 電視劇
| 首播年份 | 戲名                                      | 戲名   | 播放平台      | 角色                     | 備註                       |
| 首播年份 | 譯名                                      | 原文名 | 播放平台      | 角色                     | 備註                       |
| 2003年   | 《達叻城》                                |        | Ch7HD         | Sai                      | 配角                       |
| 2003年   | 《愛的牽絆》                              |        | Ch7HD         |                          | 配角                       |
| 2004年   | 《星空中的歌》                            |        | Ch7HD         | Cherry                   | 配角                       |
| 2005年   | 《橘子小姐2005》                          |        | Ch7HD         |                          | 配角                       |
| 2005年   | 《戀焰風暴2005》                          |        | Ch7HD         | Pimpaka                  | 配角                       |
| 2005年   | 《Seub Sao Rao Ruk》                      |        | Ch7HD         | Loogkai                  | 配角                       |
| 2005年   | 《Khun Nu Doke Fah Ka Maew Kang Bhan》    |        | Ch7HD         | Rasameeprapa （Rasamee） | 配角                       |
| 2006年   | 《傷痕我心》                              |        | 泰國第5電視台 | Aarn                     | 配角                       |
| 2007年   | 《Ngeun Rissaya》                         |        | Ch7HD         | Kara                     | 配角                       |
| 2007年   | 《滿天繁星2007》                          |        | 泰國第5電視台 | Padachamai               | 配角                       |
| 2007年   | 《Dok Fah Ya Jai》                        |        | Ch7HD         | Vicky                    | 配角                       |
| 2008年   | 《天使之爭》                              |        | 泰國第5電視台 | Cherry                   | 配角                       |
| 2008年   | 《愛之迷霧》                              |        | Ch7HD         | Rayatip                  | 配角                       |
| 2008年   | 《無憂花開》                              |        | 泰國第5電視台 | Viyada （Vi）            | 配角                       |
| 2008年   | 《超級明星的秘密》                        |        | 泰國第5電視台 |                          | 特別出演 （第1集、第34集） |
| 2009年   | 《奶爸二人組》                            |        | MCOT HD       | Katie                    | 配角                       |
| 2009年   | 《愛的烹飪法》                            |        | Ch3Thailand   | Dararat Utsanee （Ming） | 配角                       |
| 2010年   | 《幽靈客棧》                              |        | 泰國第5電視台 | ChaetChom                | 特別出演                   |
| 2010年   | 《愛在旅途》                              |        | 泰國第5電視台 | Jitree                   | 配角                       |
| 2010年   | 《愛的印記》                              |        | 泰國第5電視台 | Kameuay                  | 主演                       |
| 2011年   | 《不是我老婆》                            |        | 泰國第5電視台 | Saisawat                 | 配角                       |
| 2012年   | 《愛如潮湧》                              |        | 泰國第5電視台 | Bibi                     | 配角                       |
| 2012年   | 《民歌皇后》                              |        | Channel 8     | Chamada                  | 配角                       |
| 2012年   | 《俠女天威》                              |        | 泰國第5電視台 |                          | 配角                       |
| 2021年   | 《緣定之愛》                              |        | One 31        | Euang                    | 配角                       |
| 2022年   | 《斷袖紳士》                              |        | One 31        | Jan                      | 主演                       |
| 2023年   | 《Club Friday The Series 15: 最後的初戀》 |        | One 31        |                          | 主演                       |
| 2024年   | 《婚姻战争》                              |        | One 31        |                          | 配角                       |